# Битва при річці Моравія
Би́тва на рі́чці Мора́вія у повістях датована 1241 року.

## Передумови
Під час татаро-монгольської навали на Київську Русь, армія монголів зазнала великих втрат. Але зважаючи на те, що в них було досить багато сил, щоб завоювати Європу, точніше як вони називали «Землі на схід від заходу сонця». Отже вони увірвались через Карпати, але через запеклий опір, вони мусили обходити село Тухля, і через великі втрати у Угорщині вони не могли швидко нищити міста, тому що там ніхто не хотів ставати з монголами у бій в дикому полі. А тепер їм доводилось брати не дерев'яні міста, а великі феодальні замки.

## Опір
Під час вторгнення у Чехію, зібралась невелика армія польських, німецьких та феодалів тевтонського ордену. Вони зібрались на річці Морава щоб дати опір війську татар. Але не сталося як гадалось. 20 тисячне військо навіть не змогло дати опір. Тевтонський орден був розбитий, феодали втекли. Неспроможність дати опір. Тільки при Оломоуці чеський воєначальник Ярослав зумів розбити Батия.